# Maharloka
Maharloka (też Maholoka) – sfera w zaświatach w hinduizmie, czwarta pośród saptaloka. Jest siedzibą i niebem Pradźapatiego. W komentarzu Jogabhaszja, do wersu III.26 Jogasutr Patańdźalego, nazywana jest Światem Potęgi i Wielkim Światem Pradźapatiego.

## Jogabhasja
Wjasa opisuje iż maharlokę zamieszkuje pięć klas istot:
- kumda
- rybhu
- pratardana
- ańdźanabha
- praćitabha

Wszystkie posiadają dar (siddhi) panowania nad żywiołami.
Kontemplacja (dhjana) stanowi ich pożywienie, a czas ich życia to jedna kalpa.

## Wisznupurana
Maharloka, jako Sfera Świętych żyjących jeden dzień Brahmy,
rozciąga się ponad Gwiazdą Polarną (Dhruwa)

## Krijajoga
Filozofia krijajogi sytuuje w maharloce jaźń określaną jako anu (atom) a samą sferę nazywa dasamadwara (drzwi)